# Catanzaro (tỉnh)
Tỉnh Catanzaro (Tiếng Ý: Provincia di Catanzaro) là một tỉnh ở vùng Calabria ở Ý. Thành phố Catanzaro là tỉnh lỵ đồng thời là thủ phủ của vùng.
Tỉnh này có diện tích 2.391 km², tổng dân số là 369.578 người năm 2001. Có 80 đô thị (tiếng Ý:comuni) ở trong tỉnh này  Lưu trữ ngày 7 tháng 8 năm 2007 tại Wayback Machine, xem các đô thị của tỉnh Catanzaro.